# Jorrit Croon

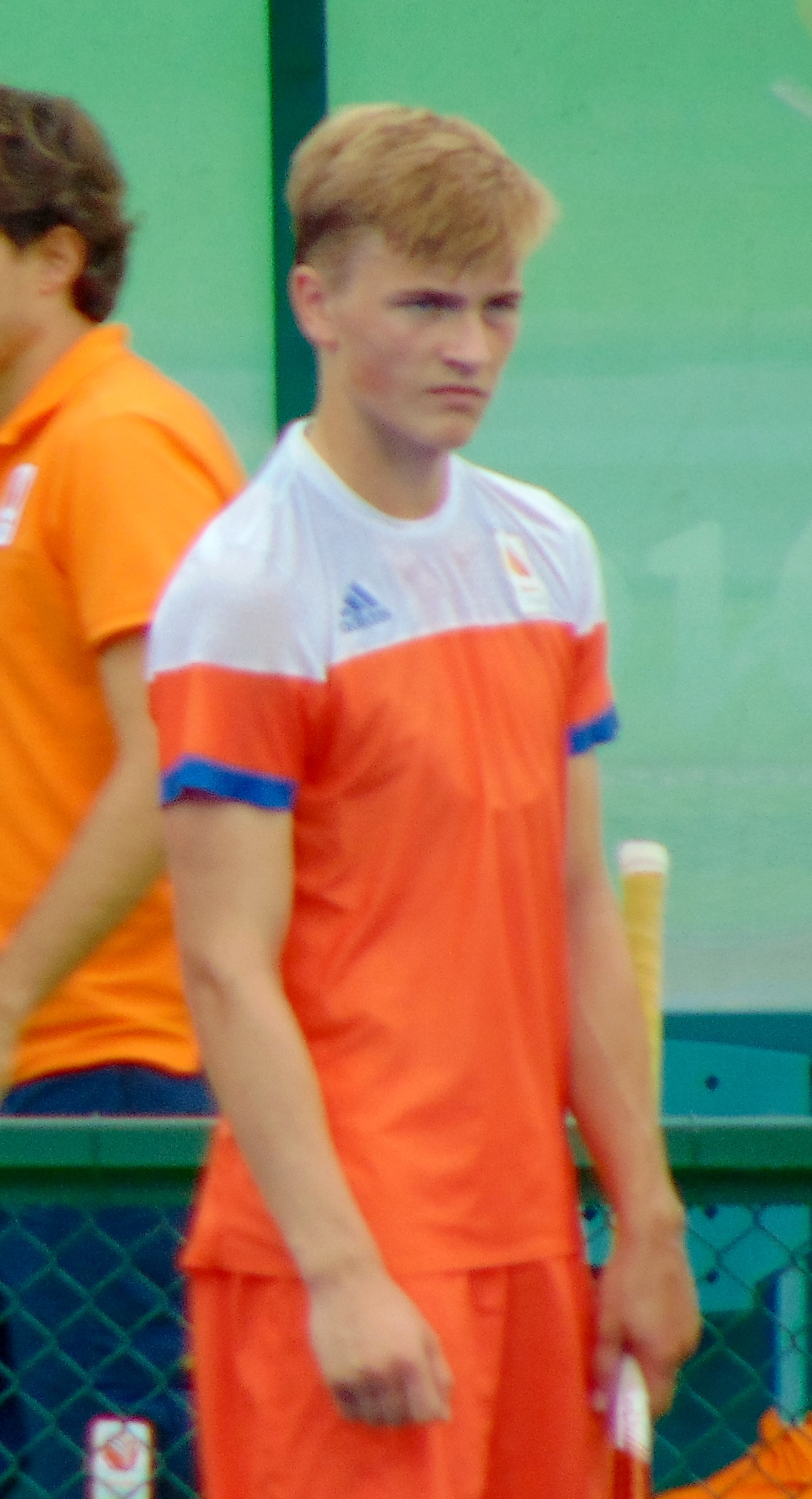
Jorrit Croon bei den Olympischen Spielen 2016

Jorrit Croon (* 9. August 1998 in Leiderdorp) ist ein niederländischer Hockeyspieler. Mit der niederländischen Nationalmannschaft gewann er bis 2023 einmal Silber und einmal Bronze bei Weltmeisterschaften und dreimal Gold bei Europameisterschaften. 2024 wurde er Olympiasieger.

## Sportliche Karriere
2016 debütierte Croon in der Nationalmannschaft. In 152 Länderspielen erzielte der Offensivspieler 14 Tore. (Stand: 8. August 2024)
2016 bei den Olympischen Spielen in Rio de Janeiro belegten die Niederländer in der Vorrunde den zweiten Platz hinter der deutschen Mannschaft aber vor den Argentiniern. Im Viertelfinale bezwangen sie die australische Mannschaft mit 4:0, unterlagen dann aber im Halbfinale den Belgiern mit 1:3. Im Spiel um Bronze verloren die Niederländer gegen die Deutschen im Penalty-Schießen. Croon war in allen acht Spielen dabei und erzielte zwei Tore, darunter den einzigen Treffer während der regulären Spielzeit im Spiel um den dritten Platz.
2017 waren die Niederlande in Amstelveen Gastgeber der Europameisterschaft. Nach dem ersten Platz in der Vorrunde und einem 3:1 über die englischen Herren im Halbfinale gewannen die Niederländer das Finale gegen die Belgier mit 4:2. Bei der Weltmeisterschaft 2018 in Bhubaneswar waren die Niederlande in der Vorrunde Zweite hinter den Deutschen. Mit Siegen über Kanada und Indien erreichten die Niederländer das Halbfinale, das sie im Penalty-Schießen gegen die australische Mannschaft gewannen. Im Finale trafen dann wie bei der Europameisterschaft 2017 die Niederlande und Belgien aufeinander, die Belgier gewannen das Spiel im Penalty-Schießen. Croon wirkte in allen sieben Spielen mit und erzielte in der Vorrunde ein Tor, am Penaltyschießen in Halbfinale und Finale nahm er nicht teil.
Drei Jahre später bei der Europameisterschaft in Amstelveen gewannen die Niederländer ihre Vorrundengruppe vor den Deutschen, wobei das direkte Duell 2:2 endete. Im Finale trafen die beiden Mannschaften wieder aufeinander und noch einmal endete das Spiel mit 2:2, die Niederländer gewannen den Titel im Shootout. Croon verwandelte im Halbfinale den entscheidenden letzten Penalty, im Finale war das Penaltyschießen bereits nach dem vierten Niederländer entschieden. Bei den Olympischen Spielen in Tokio schied die niederländische Mannschaft im Viertelfinale nach Penaltyschießen gegen die Australier aus. Croon war im Viertelfinale dabei, nahm aber nicht am Shootout teil.
Anderthalb Jahre später belegten die Niederländer bei der Weltmeisterschaft 2023 in Bhubaneswar den dritten Platz hinter den Deutschen und den Belgiern. Im August 2023 bei der Europameisterschaft in Mönchengladbach gewannen die Niederländer im Halbfinale mit 3:2 gegen Belgien und im Finale 2:1 gegen England. Croon wirkte in allen fünf Spielen mit und erzielte einen Treffer in der Vorrunde. Im August 2024 bei den Olympischen Spielen in Paris besiegten die Niederländer im Viertelfinale die Australier mit 2:0. Nach einem 4:0-Sieg im Halbfinale gegen die Spanier gewannen die Niederländer im Endspiel gegen die Deutschen im Shootout, nachdem es am Ende der regulären Spielzeit 1:1 gestanden hatte. Croon war in allen acht Spielen dabei.
Croon begann bei Alecto in Leiderdorp, wechselte dann zu HGC Wassenaar und dann zu HC Bloemendaal. Mit Bloemendael war er 2021 und 2022 niederländischer Meister.